# П.К.П.
«П.К.П.» («Пилсудский купил Петлюру») — советский немой художественный фильм, один из первых опытов отечественной историко-революционной постановки с батальными сценами. Повествует о борьбе советских войск с отрядами украинской националистической эмиграции и подполья в начале 1920-х годов. Известен участием в нём одного из лидеров этого движения, перешедшего в СССР и раскаявшегося, — Юрия Тютюнника, сыгравшего в фильме самого себя. Первоначально в фильме снимался и Григорий Котовский, также игравший самого себя, но в период съемок он был убит, и его роль исполнил актёр Борис Зубрицкий. В «П.К.П.» состоялся кинодебют Натальи Ужвий.

## Сюжет
Начало 1920-х годов. Симон Петлюра в Польше договаривается с поляками о совместном вторжении на Украину. Интервенты-«союзники» принимаются открыто грабить крестьян, в Польшу идут эшелоны с украинским хлебом, сахаром и пр. Поэтому селяне в этот период на свой лад расшифровывали ПКП — аббревиатуру, образованную от наименования польских государственных железных дорог «Polskie Koleje Państwowe», — как «Пилсудский купил Петлюру». Против поляков выступает конница Котовского. Вражеские войска разбиты и бегут в Польшу.
Влияние Петлюры среди эмигрантов падает, и лидерство переходит к генерал-хорунжему Юрко Тютюннику, который возглавляет повстанческий штаб (роль исполняет сам Юрий Тютюнник, к тому времени вернувшийся в СССР и реабилитированный советской властью). По указанию польской шпионки Домбровской в лагерях интернированных набирают офицеров для заброски на территорию УССР. Им выдают «розовые билеты» — удостоверения польских шпионов. А в мирной советской Украине шовинистически настроенная часть интеллигенции в подполье плетет заговоры, собираясь в Софийском соборе в Киеве. Они создают «Всеукраинский Центральный повстанческий комитет», отряды которого нападают на села и железнодорожные станции, жгут комнезамы (комитеты незаможных селян) и телеграфные столбы. Но кавалеристы Котовского громят их.
Подпольщики посылают за границу связного — Фёдора Днистро, он же атаман Наконечный. Петлюра и Тютюнник принимают его и поручают поднять восстание на Украине к моменту вторжения. Однако в подполье проникает агент большевиков и разоблачает их. Тютюнник возглавляет новый поход на Украину. Но его встречает конница Котовского и громит. Антибольшевистское выступление ликвидировано.
«Картина задумывалась в двух сериях и должна была показать работу Чрезвычайной Комиссии. Против этого воспротивился Балицкий (пред. ВУЧК), считая, что нельзя раскрывать методы работы ЧК. Сценарий был истерзан, и картина пошла в одной серии. Но главное, фильм был сделан на основе точных исторических данных».

## В ролях
- Николай Кучинский — Симон Петлюра
- Матвей Ляров — Юзеф Пилсудский
- Юрий Тютюнник — генерал-хорунжий Юрко Тютюнник
- Дмитрий Эрдман — Наконечный, он же Федор Днистро
- Иван Капралов — поручик Ковалевский
- Сергей Калинин — Петренко
- Наталья Ужвий — Галина Домбровская, польская шпионка (первая роль в кино)
- Борис Зубрицкий — Григорий Котовский
- Юрий Чернышев — Ниссель, французский офицер
- Теодор Брайнин — полковник Пулковский
- Александр Тимонтаев — чекист (прототип — Сергей Карин)
- Иван Сизов — националист-подпольщик